# 思考の抑制
思考の抑制（しこうのよくせい）は、心理的防衛機制のひとつである。これは動機づけられた忘却の一種で、特定の思考について考えるのを意識的にやめようとするものである。
これはしばしば強迫性障害（OCD）と関連している。強迫性障害は、1つまたは複数の強迫観念を中心とした、侵入的で苦痛を伴う思考を避けようとしたり、「中和」しようとしたりすることを繰り返すことで発症する（通常はうまくいかない）。
また、考える/考えないパラダイムを用いた研究により、それは記憶抑制の原因とも考えられている。思考抑制は精神的・行動的レベルに関連しており、意図に反する皮肉な効果をもたらす可能性がある。皮肉過程理論は、逆説的効果を説明できる認知モデルである。
認知的負荷が高い状態で思考を抑制しようとすると、そのような思考の頻度が高まり、以前よりもアクセスしやすくなる。しかし、これは自動的な行動には当てはまらず、潜在的な無意識の行動を引き起こす可能性がある。この現象は、人が持つ注意散漫の量を増やすことで逆説的に悪化するが、この分野の実験は、自然なプロセスや個人差を適切に反映しているかどうかわからない、非人間的な同時並行課題を用いているため、批判される可能性がある。

## 実証的研究、1980年代
思考抑制とその効果を研究するためには、研究者は心の中で起こっているプロセスを記録する方法を見つけなければならなかった。
この目的のために考案された実験のひとつが、ウェグナー、シュナイダー、カーター、ホワイトによって行われた。彼らは被験者に、5分間特定のターゲット（例えば白熊）を考えないように求めたが、もし考えてしまった場合は、ベルを鳴らすように言われた。この後、参加者は次の5分間はターゲットについて考えるように言われた。その結果、思考抑制を用いた被験者では、そうでない被験者と比較して、望まない思考がより頻繁に起こったという証拠が得られた。さらに、第2段階において、思考抑制を使った人は、使っていない人に比べて、標的となる思考をする頻度が高いという証拠もあった。この効果は再現され、「緑色のウサギ」を思い浮かべるというような、ありえないような対象でも可能である。ウェグナーはこのような意味合いから、最終的に「皮肉過程理論」を発展させた。

## 改良された方法論、1990年代
思考抑制の所見をより明確にするために、いくつかの研究では対象とする思考を変えている。
ローマーとボルコヴェックは、不安思考や抑うつ思考を抑制した被験者が、有意なリバウンド効果を示したことを発見した。さらに、 ヴェンツラフ、ウェグナー、ローパーは、不安や抑うつ状態の被験者は、否定的で望ましくない思考を抑制する傾向が低いことを示した。ラッシン、メルケルバッハ、ムリスは、この所見は文献的に中程度に頑健であると報告しているが、結果を再現できなかった研究もある。しかし、これは個人差を考慮することで説明できるかもしれない。
最近の研究によると、不安が低く、望ましさ形質が高い人（抑圧者）では、抑制された不安な自伝的出来事が侵入してくる回数は、他の群（低不安群、高不安群、高防御不安群）に比べて、最初は少ないが、1週間後には侵入してくる回数が多くなることがわかった。
とはいえ、逆説的効果の原因が使用された思考叩打法（例、ベル・リンギング）にあるのではないかという問題は残る。参加者が頻度情報に非常に敏感であることを示したブラウン（1990）の証拠により、クラーク博士、ボール・S、ペイプ博士は、侵入的標的思考の数に関する参加者のアポステリオ推定値を得るように促され、同じパターンの逆説的結果を発見した。
しかし、このような方法は問題を克服しているように見えるが、この方法と他の方法論はすべて、データ収集の主要な形式として自己報告を用いている。これは、自己報告における反応の歪みや不正確さのために問題となる可能性がある。

## 行動領域
思考抑制には、人間の行動を変える能力もある。マクレー、ボーデンハウゼン、ミルン、ジェッテンは、あるグループ（例えば「スキンヘッド」）のステレオタイプについて考えないよう求められたとき、そのグループのメンバーの典型的な一日について書いた文章には、ステレオタイプ的な思考があまり含まれていないことを発見した。しかし、書いたばかりの人物に会うと告げられると、抑制グループの人たちは「スキンヘッド」からかなり離れた場所に座った（彼の服装があるという理由だけで）。これらの結果は、最初にステレオタイプの強化があったとしても、参加者はそれが文章に伝わるのを防ぐことができたことを示している。
さらなる実験でも同様の所見が報告されている。1993年に行われたある研究では、参加者に認知的に負荷の高い並行課題を与えたところ、対照群よりも標的思考の頻度が高いという逆説的な結果が示された。しかし、他の対照研究ではそのような効果は示されていない。例えば、ヴェンツラフとベイツは、ポジティブな課題に集中している被験者には、認知的負荷がかかっても、逆説的効果もリバウンド効果も起こらないことを発見した。また、彼らは、被験者がポジティブな思考を用いることで、集中の有益性が最適化されることを指摘している。
いくつかの研究では、被験者がウェグナーのいう「認知的負荷」（例えば、標的思考を抑制しようとするために複数の外的注意散漫を使用すること）にさらされると、思考抑制の有効性が低下することが示されている。しかし、集中的な注意散漫を用いる他の研究では、長期的な有効性が向上する可能性がある。つまり、抑制が成功すれば、より少ない注意散漫要因で抑制できる可能性がある。
例えば、1987年にウェグナー、シュナイダー、カーター＆ホワイトは、1つのあらかじめ決められた気を散らさせる物（例えば、赤いフォルクスワーゲン）を用いるだけで、テスト後の逆説的効果をなくすのに十分であることを発見した。
1996年のバウワーズとウッディによる証拠は、催眠状態にある人は逆説的効果を生じないという知見を支持している。これは、このような活動では、意図的な「気を散らさせる活動」が回避されるという仮定に基づいている。
認知的負荷が高まると、思考抑制は一般的に効かなくなる。例えば、白熊の実験では、環境中の多くの一般的な気を散らさせる物（例えば、 ランプ、電球、机など）が、後に抑制されている対象を思い出させる役割を果たすかもしれない（これらは「自由な注意散漫」とも呼ばれる）。しかし、ある研究では、催眠状態にある人に1つの集中的な気を散らさせる物を与えた場合、感情的思考にこのような効果を見出すことができなかった。このような所見を説明しようと、多くの理論家が思考抑制の認知モデルを提唱している。
ウェグナーは1989年に、個人が環境アイテムを使って気をそらすことを示唆した。その後、これらのアイテムが、抑制しようとする思考の検索手がかりとなる（すなわち「環境的手がかり理論」）。この繰り返しによって、思考は検索手がかりに取り囲まれた状態になり、最終的にリバウンド効果を引き起こすのである。ウェグナーは、複数の検索手がかりが偽造されないことが、集中的な気を散らさせる物の有効性（すなわち精神的負荷の軽減）の一端を説明するという仮説を立てた。これは、2つのプロセスの間に、理想的なバランスが存在する可能性があるためで、認知的要求が重すぎなければ、監視過程がそれに優先することはない。
思考抑制は「経験的回避」の一形態とみなされてきた。経験的回避とは、個人が望まない内的経験（思考、感情、身体感覚、記憶など）を抑制したり、変えたり、コントロールしようとすることである。この考え方は、関係フレーム理論を支持するものである。

## その他の方法論
思考抑制は、いくつかの点で禁止の原因になりうると示されている。この関係を研究するためによく使われる2つの方法は、リスト法とアイテム法である。
リスト法では、参加者は2つの単語リストを次々に学習する。1つ目のリストを学習した後、ある参加者には今学習したことをすべて忘れるように指示し、他の参加者にはこの指示を与えない。両方のリストを学習した後、参加者は両方のリストの単語を思い出すように指示される。この実験では通常、最初のリストを忘れるように指示された参加者は、そのリストの単語をあまり覚えていないことがわかり、忘れるように指示されたために単語が抑制されたことが示唆される。
アイテム法では、参加者はリストではなく個々の単語を学習する。各単語が示された後、参加者はその単語を記憶するか忘れるかのどちらかを指示される。リスト法を用いた実験と同様に、忘れるように指示された単語の後に続く単語は、記憶されにくい。
研究者の中には、この2つの方法は異なるタイプの忘却をもたらすと考える者もいる。これらの研究者によると、リスト法では忘れてしまった単語が抑制されるが、アイテム法では、忘却とは特に関係なく、ある単語が他の単語よりよく記憶される。

### 考える／考えないのパラダイム
抑制が禁止行為とどのように関係するかを研究するための2009年のパラダイムに、think/no thinkパラダイムがある。
この実験では、参加者は単語のペアを研究する。単語のペアの例としては、roach-ordeal がある。すべての単語のペアを学習した後、参加者はペアの最初の単語を見て、2番目の単語について考えるように指示されるか（考える段階）、2番目の単語について考えないように指示される（考えない段階）。考えない段階では抑制が起こる。いくつかのペアは最初の学習部分の後に提示されることはなく、これらの試行が対照群となる。実験の最後に、参加者は最初の単語をもとに、すべての単語のペアを覚えようとする。
また、ペアの2番目の単語のカテゴリーと最初の文字を与える「独立プローブ法」を使うこともできる。一般的に、どのような方法を用いても、「考えない」試行の方が「考える」試行よりも記憶力が悪いという結果が出ており、これは抑制が記憶の抑制につながるという考えを裏付けている。この方法は単語のペアを用いて最初に行われたが、絵や自伝的記憶を刺激として用いた実験も行われ、同じ結果が得られている。
また、考える／考えないタスクと同時に難しい数を数えるタスクを行うと、考えない条件での忘却が少なくなることが研究で示されており、抑制が成功するには活発な精神的エネルギーが必要であることが示唆されている。さらに、考えない段階で最も忘却が進むのは、単語を学習している間の脳の活性化が中程度の場合である。活性化が少なすぎると単語は学習されないし、活性化が多すぎると2つの単語の間の関連性が強すぎて、無思考期に抑制することができない。しかし、活性化が中程度であれば、単語ペアは学習されるが、無思考期には抑制することができる。
fMRI研究では、抑制課題中の脳活動には2つの異なるパターンがあることが示されている。ひとつは、記憶を形成する脳領域である海馬の活動が低下すること。もうひとつは、特に抑制が困難な場合に、背外側前頭前野の脳活動が増加することである。研究者たちは、この領域が海馬の働きを妨げることによって、記憶の形成を妨げるように働いていると考えている。
この方法論は、無思考の段階で、抑制されている単語ではなく、別の単語を考えるよう参加者に指示を加えることで、思考の代替を研究するためにも使用できる。この研究から、思考置換は、思考置換の指示がない抑制と比較して、忘却のレベルを高める可能性があることが示された。この研究はまた、思考置換が、思考停止段階における抑制戦略として用いられる一方で、抑制とは異なる働きをする可能性があることも示唆している。一部の研究者は、考えない段階で別のことを考えることで、最初の単語と元の単語のペアとは異なる新たな関連付けが形成され、その結果、この戦略を使用すると干渉が生じ、単に何も考えないことから生じる抑制とは異なると主張している。

## 夢の影響
夢は主に急速眼球運動（REM）睡眠中に起こり、イメージ、アイデア、感情、感覚から構成される。このテーマについてはさらなる研究が必要だが、夢は無意識と結びついていると言われている。思考抑制は無意識の主題に影響を及ぼし、特定の思考を抑制しようとすることで、それが夢に現れる可能性が高くなる。

### アイロニック・コントロール理論
アイロニック・コントロール理論は「皮肉過程理論」とも呼ばれ、思考抑制が「覚醒状態において抑制された内容の出現を増加させる」とするものである。皮肉なのは、人は特定のテーマについて考えないようにしているが、それとは関係なく夢に現れる確率が高いという事実にある。抑圧傾向の高い人には違いがあり、「抑うつ、不安、強迫観念などの侵入思考」といった精神病理学的反応を起こしやすい。このような人は思考抑制の傾向が強いため、夢のリバウンドをより頻繁に経験する。
認知的負荷もアイロニック・コントロール理論に一役買っている。認知的負荷が大きいと、夢のリバウンドが起こる可能性が高くなるという研究結果がある。つまり、眠る前に負荷の重い情報を保持しようとすると、その情報が夢の中で現れる可能性が高くなるのである。認知的負荷が高い人ほど、そうでない人に比べて夢のリバウンドが大きい。認知的負荷が高いほど、アイロニック・コントロール理論によれば、思考抑制が起こりやすくなり、夢のリバウンドが起こりやすくなる。

### 夢のリバウンド
夢のリバウンドとは、抑圧された思考が夢に現れることである。自己コントロールは思考抑制の一形態であり、夢を見ると、その抑制された項目が夢に現れる確率が高くなる。例えば、禁煙しようとしている人が、タバコを吸っている夢を見ることがある。
感情の抑圧もまた、夢のリバウンドの引き金になることがわかっている。感情体験の再発は、睡眠前の暗示として働き、最終的に抑圧された思考が夢の中に現れることになる。
夢のリバウンドを引き起こす要因の一つは、急速眼球運動睡眠中の前頭前野の変化である。抑圧された思考はレム睡眠中にアクセスしやすくなる。このため、睡眠前の思考が「抑圧された思考を探す活動が活発になり」、より利用しやすくなる。
レム睡眠と夢のリバウンドに関する仮説は、他にもある。例えば、レム睡眠後の弱い意味連想は、弱い皮肉監視過程 (アイロニック・モニタリング・プロセス) が強くなるため、他のどの時間よりもアクセスしやすくなる。夢のリバウンドの正確な原因をさらに理解するためには、さらなる研究が必要である。